# 1684 en arts plastiques
| Années des arts plastiques : 1681 - 1682 - 1683 - 1684 - 1685 - 1686 - 1687    |
| Décennies des arts plastiques : 1650 - 1660 - 1670 - 1680 - 1690 - 1700 - 1710 |

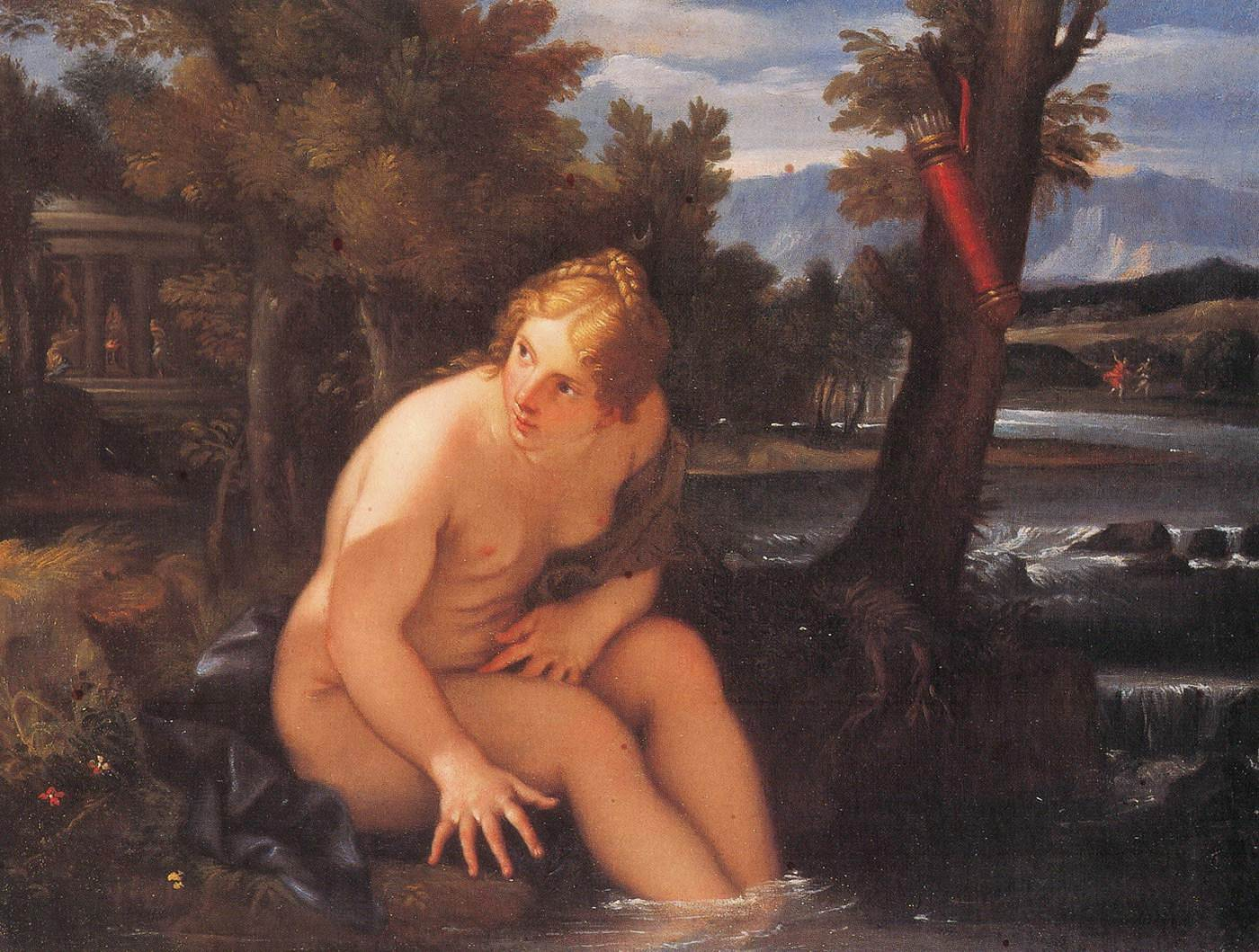
Diane au bain, toile de Carlo Maratta.

Cette page concerne l'année 1684 en arts plastiques.

## Naissances
- 11 janvier : Jean-Baptiste van Loo, peintre français († 19 décembre 1745),
- 28 janvier : Nicolas IV de Larmessin, graveur français († 28 février 1755),
- 31 janvier : Louis Caravaque portraitiste français († 15 juin 1754),
- 25 juillet : Jacques-François Delyen, peintre belge († 3 mars 1761),
- 10 octobre : Antoine Watteau, peintre français († 18 juillet 1721),
- ? :
  - Marco Benefial, peintre néoclassique italien († 1764),
  - Giovanni Angelo Borroni, peintre baroque italien († 1772),
  - Abraham van der Eyk, peintre néerlandais († 1724),
  - Odoardo Vicinelli, peintre italien de la période rococo de l'école florentine († 1755).

## Décès
- 15 janvier : Caspar Netscher, peintre néerlandais (° 1639),
- 23 janvier : Jan Wijnants, peintre hollandais (° 1632),
- 3 avril : Marc Restout, peintre français (° 14 février 1616),
- 6 avril : Domenico Maria Canuti, peintre baroque italien de l'école bolonaise (° 5 avril 1625),
- 6 mai : Heiman Dullaert, peintre, poète et musicien néerlandais (° 6 février 1636),
- 22 juillet :  Josefa de Óbidos, peintre portugaise (° 20 février 1630),
- 24 octobre : Gérard van Bathem, peintre paysagiste hollandais (° 1636),
- 29 novembre :Jean-Bernard Chalette, peintre français (° 6 mai 1631),
- ? :
  - Flaminio Allegrini, peintre baroque italien (° 1624),
  - Claude Audran II, graveur et peintre français (° 1639),
  - Giovanni Battista Carlone, peintre baroque italien de l'école génoise (° 16 février 1603),
  - Johann Heinrich Schönfeld, peintre allemand (° 23 mars 1609),
- Vers 1684 :
- Pietro Paolo Baldini, peintre baroque italien (° vers 1614).